# Anke Meganck
Anke Meganck is een Belgisch korfbalster.

## Levensloop
Meganck is actief bij Floriant. Tevens maakte ze deel uit van het Belgisch nationaal team, waarmee ze onder meer zilver won op het Europees kampioenschap van 2021.